# Hvorfor bliver man syg?
Hvorfor bliver man syg? er en dansk dokumentarfilm fra 1973 instrueret af Ulla Raben.

## Handling
Tegnefilm om penicillinens virkning. En sengeliggende dreng med halsbetændelse undersøges i sit værelse af en læge. Charlotte køres ind på skadestuen på en båre, en lægesekretær får hendes data, og hun røntgenfotograferes; i operationsstuen lægger lægen, assisteret af en sygeplejerske, gips på, til fiksering af pigens brækkede finger.